# Dave Kennedy
David Paul Kennedy, född 15 januari 1953 i Sligo, är en irländsk racerförare.

## Racingkarriär
Kennedy tävlade i formel 1 för Shadow Racing Team säsongen 1980. Han försökte kvalificera sig till de sju första loppen, men fick inte tillfälle att starta i något.

## F1-karriär
| Säsong | Stall/Tillverkare | Poäng | Placering |
| ------ | ----------------- | ----- | --------- |
| 1980   | Shadow-Ford       | 0     | –         |